# Douglas Peden
James Douglas "Doug" Peden, (Victoria, 18 d'abril de 1916 - Victoria, 11 d'abril de 2005) va ser un esportista canadenc que va destacar en diferents modalitats.
Era el germà petit del ciclista Torchy Peden.
Va competir en tennis, rugbi, atletisme, natació, beisbol i sobretot en basquetbol i ciclisme.
En bàsquet, va ser seleccionat per participar en els Jocs Olímpics de Berlín, formant part de l'equip campió de la medalla de plata.
En ciclisme va es va especialitzar en les curses de sis dies de les quals va aconseguir 7 victòries. També va guanyar un campionat nacional en ruta.
Com a reconeixement dels seus mèrits, forma part de diferents "Salons de la Fama".

## Palmarès en basquetbol
- 1936
  -  Medalla de plata als Jocs Olímpics de Berlín en basquetbol

## Palmarès en ciclisme
- 1933
  - 1r a la Trans Canada
- 1937
  - 1r als Sis dies de Buffalo (amb William Peden)
  - 1r als Sis dies de Toronto (amb William Peden)
- 1938
  - 1r als Sis dies de San Francisco (amb William Peden)
  - 1r als Sis dies de Mont-real (amb William Peden)
- 1939
  -  Campió del Canadà en ruta
  - 1r als Sis dies de Nova York (amb William Peden)
  - 1r als Sis dies de Chicago (amb William Peden)
- 1942
  - 1r als Sis dies de Chicago (amb Cecil Yates)